# Filmfestival von Pula

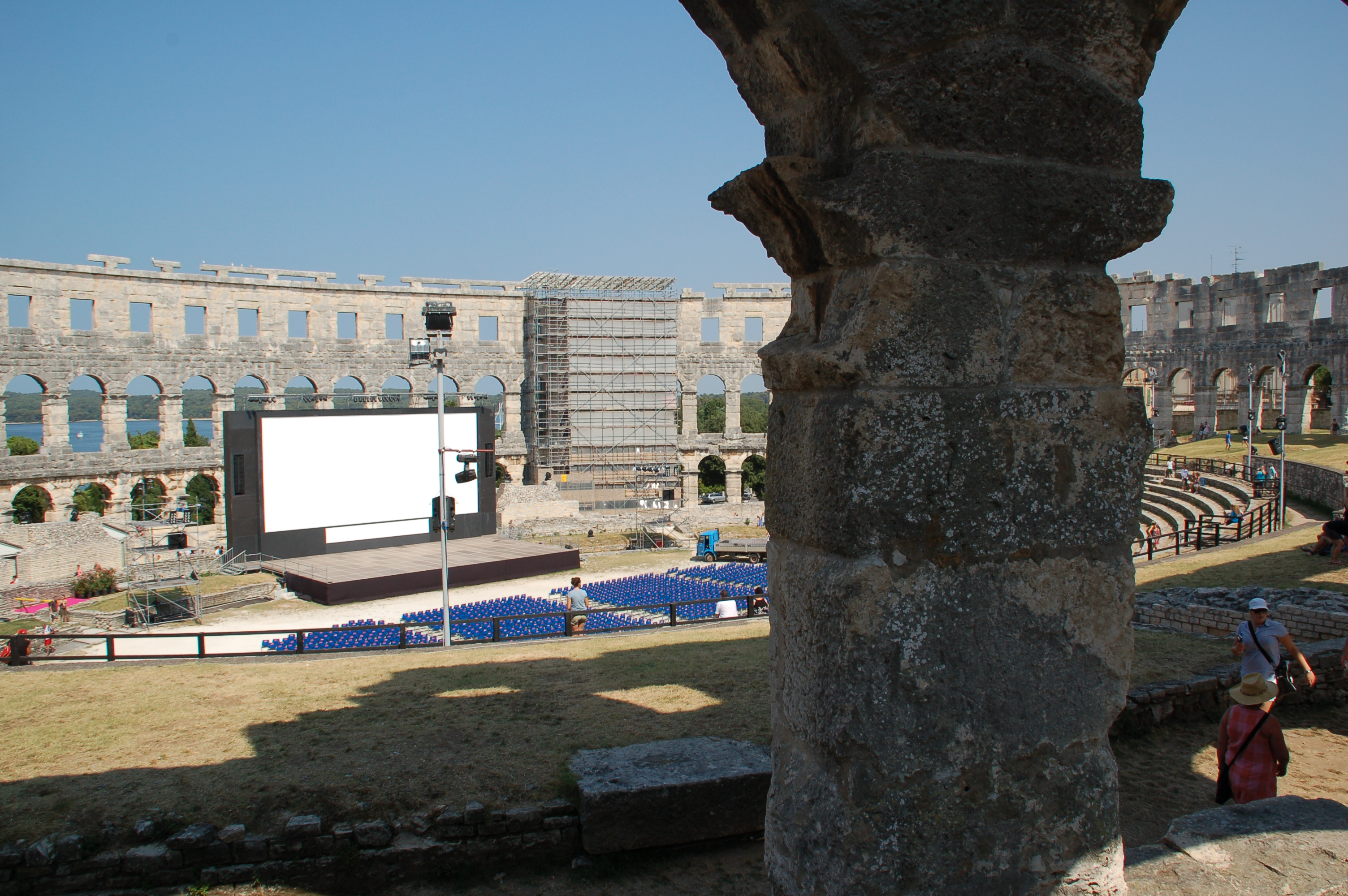
Filmfestival 2010 im Amphitheater von Pula

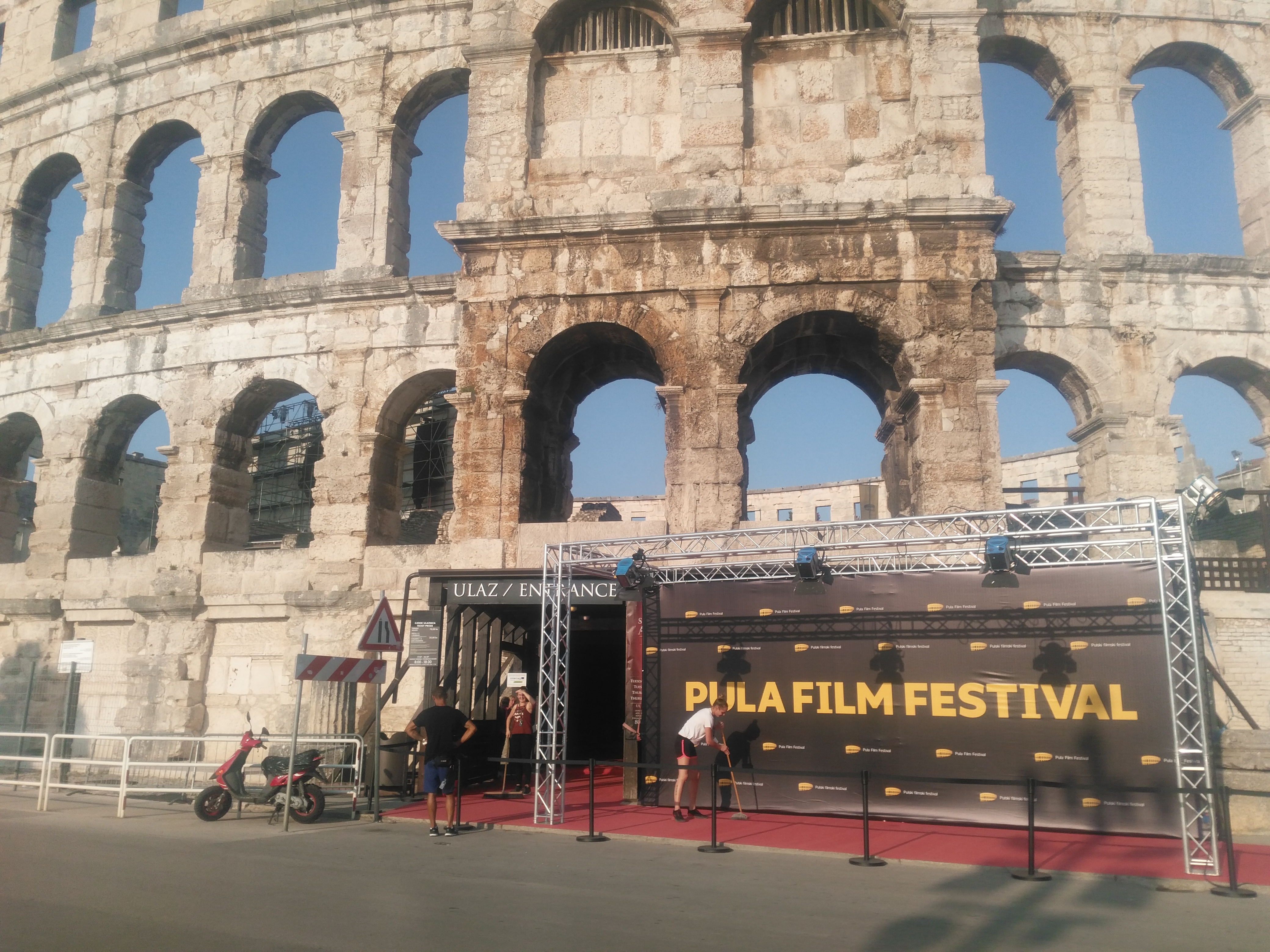
Filmfestival 2021

Das Filmfestival von Pula (kroatisch: Pulski filmski festival; auch Pula Film Festival) ist das älteste kroatische Filmfestival und wird seit 1954 in Pula ausgerichtet.

## Geschichte
Im Jahr 1954 wurde das erste Festival für kroatische Filme ausgerichtet und 1957 auf jugoslawische Filme ausgedehnt. Das Festival findet fast ausschließlich unter freiem Himmel im Amphitheater, vor dem Sergierbogen und in den Innenhöfen des Kastells statt. Es gilt als größtes Filmfestival Kroatiens; im Jahr 2010 wurde mit 77.558 ein neuer Besucherrekord aufgestellt.
Seit 1955 wird auf dem Filmfestival Pula der Filmpreis Goldene Arena in verschiedenen Kategorien vergeben. Die erste Goldene Arena für den besten Film (Hauptpreis des Festivals) und die beste Regie ging 1955 an František Čáp für Trenutki odločitve. Weitere vergebene Preise des Festivals sind unter anderem der Preis Zlatna Breza (Goldene Birke) für den besten Nachwuchsregisseur, der Publikumspreis  Zlatna vrata Pule (Das Goldene Tor von Pula) sowie seit 1995 der Breza-Preis als Nachwuchsauszeichnung. Die Preisverleihungen werden im traditionsreichen Kino Valli durchgeführt. Es gibt im Vorfeld keine Nominierungen. Die Preisträger werden während des Festivals live bekannt gegeben. Die Jurys bestehen aus Fachleuten; die für den kroatischen Filme zuständige setzt sich aus fünf bis sechs Personen und die für die internationalen Filme aus drei Personen zusammen.
Das Festival zeichnet sich durch ein kroatisches und ein internationales Programm aus. Seit 2001 hat es den Status eines Europäischen Filmfestivals. Ab dem Jahr 2005 wurden Preise für Filme mit besonderer europäischer Intention vergeben und seit 2009 hat das Festival auch einen Programmteil, der sich retrospektiv mit einem bestimmten Regisseur befasst. Bisher waren dies unter anderem Pedro Almodóvar, Claude Chabrol und James Ivory.

## Preisträger
Folgende Spielfilme wurden seit 1955 mit der Goldenen Arena als Bester Film (Hauptpreis des Festivals) ausgezeichnet:
- 1955: Entscheidung am Fluß (Trenutki odločitve) – Regie: František Čáp
- 1957: Der Zahn des Vater Cira  (Pop Ćira i pop Spira) – Regie: Soja Jovanović
- 1958: H-8 – Regie: Nikola Tanhofer
- 1959: Vlak bez voznog reda – Regie: Veljko Bulajić
- 1960: Der neunte Kreis (Deveti krug) – Regie: France Štiglic
- 1961: Balada o trobenti i oblaku – Regie: France Štiglic
- 1962: Kozara – Regie: France Štiglic
- 1963: Licem u lice – Regie: Branko Bauer
- 1964: Službeni položaj – Regie: Fadil Hadžić
- 1965: Prometej s otoka Viševice – Regie: Vatroslav Mimica und Drei (Tri)  – Regie: Aleksandar Petrović
- 1966: Ponedjeljak ili utorak – Regie: Vatroslav Mimica
- 1967: Ich traf sogar glückliche Zigeuner (Skupljači perja) – Regie: Aleksandar Petrović
- 1968: Kad budem mrtav i beo – Regie: Živojin Pavlović
- 1969: Nizvodno od sunca – Regie: Fedor Škubonja
- 1970: Lisice – Regie: Krsto Papić
- 1971: Rdeče klasje – Regie: Krsto Papić
- 1972: Der Meister und Margarita (Maestro i Margarita) – Regie: Aleksandar Petrović
- 1973: Die fünfte Offensive – Kesselschlacht an der Sutjeska (Sutjeska) – Regie: Stipe Delić
- 1974: 67 Tage – Die Republik von Uzice (Užička Republika) – Regie: Žika Mitrović
- 1975: Kalkulierte Liebe (Kuća) – Regie: Bogdan Žižić
- 1976: Der Idealist (Idealist) – Regie: Igor Pretnar
- 1977: Nicht hinauslehnen (Ne naginji se van) – Regie: Bogdan Žižić
- 1978: Okkupation in 26 Bildern  (Okupacija u 26 slika) – Regie: Lordan Zafranović
- 1979: Die Trophäe (Trofej) – Regie: Karolj Viček
- 1980: Petrijin venac – Regie: Srđan Karanović
- 1981: Pad Italije – Regie: Lordan Zafranović
- 1983: Zadah tela – Regie: Živojin Pavlović
- 1984: Balkanski špijun – Regie: Dušan Kovačević, Božidar Nikolić
- 1985: Papa ist auf Dienstreise (Otac na službenom putu) – Regie: Emir Kusturica
- 1986: Prosit Neujahr '49 (Srećna nova '49) – Regie: Stole Popov
- 1987: Već viđeno – Regie: Goran Marković
- 1988: Život sa stricem – Regie: Krsto Papić
- 1989: Sabirni centar – Regie: Goran Marković
- 1990: Gluvi barut – Regie: Bato Čengić
- 1992: Priča iz Hrvatske – Regie: Krsto Papić
- 1993: Kontesa Dora – Regie: Zvonimir Berković
- 1995: Isprani – Regie: Zrinko Ogresta
- 1996: Kako je počeo rat na mom otoku – Regie: Vinko Brešan
- 1997: Mondo Bobo – Regie: Goran Rušinović
- 1998: Kad mrtvi zapjevaju – Regie: Krsto Papić
- 1999: Bogorodica – Regie: Neven Hitrec
- 2000: Marschall Titos Geist (Maršal) – Regie: Vinko Brešan
- 2001: Polagana predaja – Regie: Bruno Gamulin
- 2002: Schöne tote Mädchen (Fine mrtve djevojke) – Regie: Dalibor Matanić
- 2003: Hier (Tu) – Regie: Zrinko Ogresta
- 2004: Duga mračna noć – Regie: Antun Vrdoljak
- 2005: Što je Iva snimila 21. listopada 2003 – Regie: Tomislav Radić
- 2006: Sve džaba – Regie: Antonio Nuić
- 2007: Živi i mrtvi – Regie: Kristijan Milić
- 2008: Ničiji sin – Regie: Arsen Anton Ostojić
- 2009: Metastaze – Regie: Branko Schmidt
- 2010: Neka ostane među nama – Regie: Rajko Grlić
- 2011: Kotlovina – Regie: Tomislav Radić
- 2012: Pismo ćaći – Regie: Damir Čučić
- 2013: Obrana i zaštita – Regie: Bobo Jelčić
- 2014: Broj 55 – Regie: Kristijan Milić
- 2015: Zvizdan – Regie: Dalibor Matanić
- 2016: S one strane – Regie: Zrinko Ogresta
- 2017: Kratki izlet – Regie: Igor Bezinović
- 2018: Mali – Regie: Antonio Nuić
- 2019: Dnevnik Diane Budisavljević – Regie: Dana Budisavljević
- 2020: Tereza37 – Regie: Danilo Šerbedžija
- 2021: Plavi cvijet – Regie: Zrinko Ogresta
- 2022: Zbornica – Regie: Sonja Tarokić
- 2023: Veće od traume – Regie: Vedrana Pribačić